# Bogdan Szlachta
Bogdan Witold Szlachta (ur. 26 lipca 1959 w Frysztaku) – polski prawnik, specjalizujący się w historii doktryn politycznych i prawnych, filozof, profesor nauk humanistycznych, profesor zwyczajny Uniwersytetu Jagiellońskiego, członek Trybunału Stanu (2015–2023).

## Życiorys
W 1984 ukończył prawo na Uniwersytecie Jagiellońskim, a w 1986 filozofię na tej samej uczelni. Odbył także aplikację sądową. Na Wydziale Prawa i Administracji UJ uzyskiwał kolejne stopnie naukowe w zakresie nauk prawnych – w 1994 doktora (na podstawie pracy pt. Myśl filozoficzna i polityczna polskich ultramontanów w latach 1834–1883), a w 2001 doktora habilitowanego (w oparciu o dorobek naukowy oraz rozprawę zatytułowaną Polscy konserwatyści wobec ustroju politycznego do 1939 roku). 8 czerwca 2008 otrzymał tytuł profesora nauk humanistycznych.
Początkowo pracował jako urzędnik sądowy i pośrednik ubezpieczeniowy w PZU. Od 1988 zawodowo związany z Uniwersytetem Jagiellońskim, doszedł do stanowiska profesora zwyczajnego w Instytucie Nauk Politycznych i Stosunków Międzynarodowych. W latach 2005–2008 pełnił funkcję prodziekana ds. ogólnych Wydziału Studiów Międzynarodowych i Politycznych UJ, a w 2008 został dziekanem tego wydziału. Pracował także w Katedrze Prawa Akademii Ekonomicznej w Krakowie, jak też na Akademii Ignatianum w Krakowie.
W 2000 objął funkcję przewodniczącego komitetu redakcyjnego serii Biblioteka Klasyki Polskiej Myśli Politycznej, a w 2003 redaktora naczelnego „Politei. Pisma Wydziału Studiów Międzynarodowych i Politycznych UJ”. Był dyrektorem Instytutu Praw Człowieka w Oświęcimiu i redaktorem naczelnym wydawanego przez tę jednostkę biuletynu. Współpracownik Ośrodka Myśli Politycznej.
Został członkiem Komitetu Nauk Politycznych PAN na kadencję 2020–2023.
Został członkiem Krakowskiego Społecznego Komitetu Poparcia Jarosława Kaczyńskiego w przedterminowych wyborach prezydenckich w 2010.
18 listopada 2015 z rekomendacji Prawa i Sprawiedliwości wybrany na członka Trybunału Stanu. 11 grudnia 2015 złożył przed marszałkiem Sejmu ślubowanie i tym samym oficjalnie rozpoczął kadencję sędziego Trybunału Stanu.
W marcu 2016 został członkiem komitetu redakcyjnego „Przeglądu Sejmowego” oraz członkiem powołanego przez marszałka Sejmu Marka Kuchcińskiego Zespołu Ekspertów do spraw Problematyki Trybunału Konstytucyjnego, który otrzymał za zadanie podjęcie kwestii związanych z zaistniałym w 2015 kryzysem wokół TK. 21 listopada 2019 został ponownie wybrany do Trybunału Stanu, w którym zasiadał do końca kadencji w 2023. W grudniu 2019 objął funkcję redaktora naczelnego kwartalnika „Myśl Polityczna. Political Thought” ukazującego się nakładem Wydawnictwa Sejmowego. Został też członkiem rady programowej Warsaw Enterprise Institute. W latach 2021–2023 był członkiem rady naukowej Instytutu De Republica.

## Odznaczenia
- Krzyż Komandorski Orderu Odrodzenia Polski (2025)[13]
- Srebrny Krzyż Zasługi (2005)[14]
- Złoty Medal „Zasłużony dla Nauki Polskiej Sapientia et Veritas” (2023)[15]
- Krzyż Oficerski Orderu „Za Zasługi dla Litwy” (2022)[16]

## Publikacje
- Ład, Kościół, Naród, Ośrodek Myśli Politycznej, Kraków 1996.
- Konserwatyzm. Z dziejów tradycji myślenia o polityce, Dante, Kraków 1998.
- Z dziejów polskiego konserwatyzmu, Dante, Kraków 2000.
- Polscy konserwatyści wobec ustroju politycznego do 1939 roku, Wyd. Uniwersytetu Jagiellońskiego, Kraków 2000.
- Monarchia prawa. Szkice z historii angielskiej myśli politycznej do końca epoki Plantagenetów, Ośrodek Myśli Politycznej, Kraków 2001.
- Konstytucjonalizm czy absolutyzm. Szkice z francuskiej myśli politycznej XVI wieku, Ośrodek Myśli Politycznej, Kraków 2005.
- Szkice o konserwatyzmie, Ośrodek Myśli Politycznej, Kraków 2008.